# 통차
통차(筒車)는 조선 세종 때 만들어진 양수기(揚水機)로 수차(水車)의 하나이다. 왜수차(倭水車), 자격수차(自激水車)라고도 불렸다. 1429년(세종 11년) 12월 일본에 통신사로 갔던 박서생(朴瑞生)이 제출한 보고서는 조선의 수차 제조에 큰 자극을 주었다. 그가 일본에서 보고 온 수차는 수력을 이용하여 스스로 도는 것이었다. 그러나 그것도 급류에 가설하면 자전하지만 만수(漫水)에 가설하면 자전하지 않아서 밟아야 돌아가게 되어 있다고 하였다. 이러한 왜수차는 종래의 족답식(足踏式)보다 훨씬 효율적이어서 자격수차로 불리었고, 세종은 모형을 만들어 각 도에 보내 수차를 많이 만들게 하였다. 이때부터 전국적으로 보급하기에 힘쓴 이 자격수차를 통차라 하였다. 이때부터 종래의 수차를 중국에서 배워 왔다 하여 당수차(唐水車)라 하고 통차를 일본에서 배워 왔다 하여 왜수차라고도 하였다. 통차는 세종 말까지 여러 가지 방법을 다하여 크게 권장하였으나, 정부의 노력에 비하여 농민들에게는 널리 보급되지 못하고 실패로 돌아갔다.